# 吉見広長
吉見 広長（よしみ ひろなが）は、安土桃山時代から江戸時代初期にかけての武将。毛利氏の家臣。石見吉見氏14代当主。初名は吉見 広行（よしみ ひろゆき）。

## 出自
石見吉見氏は、鎌倉幕府初代将軍・源頼朝の異母弟である範頼を遠祖とする清和源氏の支流・吉見氏の傍流にあたる。

## 生涯

### 豊臣政権期
天正10年（1582年）、吉見広頼の子として誕生。初名は広行と名乗った。
文禄元年（1592年）から始まる文禄の役で朝鮮に渡った兄・元頼が、帰国後の文禄3年（1594年）6月に津和野で病死したため世子となる。
慶長2年（1597年）からの慶長の役では下瀬頼直らと共に広行が朝鮮へ渡った。同年8月16日の黄石山城の戦いにおいて広行は従者と引き離されて単騎で敵中に包囲されてしまったが、頼直が救援に駆けつけて虎口を脱し、頼直の助太刀によって騎馬武者1騎を討ち取った。若年の広行が挙げたこの首級がその日の一番首となり、加藤清正にも大いに賞賛され面目を施すこととなった。
同年12月22日から慶長3年（1598年）1月4日にかけて行われた第一次蔚山城の戦いにおいて武功を挙げた。これにより、第一次蔚山城の戦いで功のあった毛利氏家臣を賞した、慶長3年（1598年）1月25日付の豊臣秀吉の朱印状に広長の名も記されている。

### 毛利氏への不満
しかし、慶長4年（1599年）、不行跡を理由として広行は広島での蟄居を命じられ、広行に代わって父・広頼が吉見家の政務に復帰した。広行の蟄居は慶長5年（1600年）8月に解かれたが、以降も毛利氏の統制下に置かれて領主権を制限された。同年9月の関ヶ原の戦い後に毛利氏が防長2ヶ国への減転封となると、広行も長門国へと移り住むこととなる。
慶長5年（1600年）11月2日に毛利氏家臣の知行地が決定し、広行は姉の夫である毛利元康の組に属して長門国厚狭郡のうちの山野井1459石、大持・福田293石、月田202石、賀茂庄の内の46石、合計2000石を与えられた。関ヶ原以前の広行は約1万5000石を知行していたため、転封後の毛利氏家臣の知行を決める際に基準となった元の知行の5分の1よりも知行が少なくなっているが、父・広頼の隠居料が約1000石あるため、合計すると基準通りである。しかし、戦国期より吉見氏との因縁がある益田氏が1万7500石を与えられ、さらに益田氏に与えられた土地は、過去に吉見氏と所有を争った土地であった。この益田氏への厚遇と比較して己の待遇に不満を抱いた広行は、他大名などへの仕官の機会を窺っていた。輝元も広行の動向を不審に思い、慶長6年（1601年）11月19日に佐世元嘉へ宛てた書状において、「吉見などの事あぶなく候」と述べている。

### 毛利氏出奔
慶長9年（1604年）、父・広頼の隠居所のあった萩の指月山に毛利氏の居城となる萩城を築くことが決定したため、広頼は大井村への移住を余儀なくされた。このことで広行は更に不満を高めたと見られ、遂には同年12月頃に側近7、8人を伴って毛利氏を出奔し、江戸へ向かった。広行は関ヶ原の戦い後に徳川家康から朱印状を与えられた際に形成された伝手を用いて徳川政権へ接近し、独立大名化を企てたものと考えられており、同時期に家康から独立大名として処遇するという誘いを断って毛利氏家中に留まった益田元祥とは対照的である。また、出奔以後は名を「広行」から「広長」へと改めている。
広長の出奔に対し、輝元は12月15日付で家康の側室である阿茶局の前夫との間の子・神尾守世に宛てて、広長の出奔の経緯について説明した。広長が自身の出奔の正当性を主張し、輝元の非を訴え出ることによって萩藩内での家中騒動と認定されて改易される事態を警戒して、輝元は直ちに本多正信・正純父子や阿茶局を通じて事情を説明しようとしたと考えられている。
また、慶長10年（1605年）1月23日、広長の出奔により当主不在となった吉見家に対して輝元は厳しい処分を科した。父・広頼は広長に同心していなかったために隠居料を安堵されたが、許容された一部の家臣を除いて吉見氏家臣らは、広長補佐の任を果たせなかったことを理由とした追放処分と防長2ヶ国への入国禁止処置をとり、もし入国した場合は成敗するという罰則を設けている。輝元が吉見家に厳しい処分を行ったのは、独立大名化を図った広長の行動を看過した場合、毛利氏家中に留まっている有力国人領主への悪影響が懸念されることから、厳しい処分を家中に明示する必要があったためである。
しかし結局、広長の徳川政権に対する独立大名化の働きかけが成就することはなく、出奔前から接触していた小倉藩の細川忠興ら九州の大名への再仕官についても、輝元からの奉公構があったためか、失敗に終わっている。
一方、広長出奔後の吉見氏は、慶長17年（1612年）に輝元の命によって吉川広家の次男・政春が吉見広頼の五女（広長の妹）と婚姻して家督を相続したため、この時点で吉見氏は事実上毛利氏に吸収されてその自立性を喪失した。翌慶長18年（1613年）には吉見広頼が死去し、政春は後に「毛利就頼」と名乗って大野毛利家の祖となる。

### 帰参と追討
毛利氏出奔後の独立大名化の働きかけや他大名への仕官に失敗した広長は経済的に困窮していき、慶長20年（1615年）に大坂の陣が終結すると毛利氏への帰参を嘆願するようになり、元和3年（1617年）に帰参を許された。同年12月5日に井原元以を通じて、輝元・秀就父子への忠誠を誓い、12月14日には血判起請文も提出した。広長には200人扶持が与えられ、萩の平安古に住した。
しかし、帰参した翌年の元和4年（1618年）8月24日に輝元の命を受けた清水元親、榎本元吉、内藤左衛門らの兵に居館を襲撃され、8月25日に側室の利室妙貞と三人の子を殺害した後、自害した。享年38。広長の死により、石見吉見氏の直系は断絶した。

## 系譜
- 父：吉見広頼（1542-1613）
- 母：河原殿（?-1595） - 内藤隆春の娘。
- 正室：児玉豊前守の娘（?-?） - 離縁。
- 側室：利室妙貞（?-1618） - 吉見氏家臣・吉山近江守の次女。
  - 長男：吉見長刀丸（?-1618） - 法名は「天性玄黄」。
  - 次男：吉見長亀丸（?-1618） - 法名は「機山慈境」。
  - 三男：吉見長徳丸（?-1618） - 法名は「智雲了実」。